# Brian Evenson
Brian Evenson (ur. 12 sierpnia 1966 w Ames) – amerykański naukowiec i pisarz, tworzący zarówno prozę jak i  książki popularnonaukowe. Część z nich publikuje pod pseudonimem B. K. Evenson. Jego proza opisywana jest jako literacki minimalizm. Często nawiązuje do horroru, weird fiction, kryminału, science-fiction oraz filozofii kontynentalnej. Wykorzystuje czarny humor. Jest również autorem literatury faktu oraz tłumaczem książek z języka francuskiego na angielski. W Polsce ukazała się jego powieść Dni ostatnie oraz niektóre opowiadania.